# Jázmin Viktória Elizabeth
Jázmin Viktória Elizabeth Jakubovish (Budapest, 2001. június 9. –) magyar modell és szépségkirálynő, a Miss Universe Hungary 2021 verseny győztese.

## Életpályája
2019 szeptemberében elindult a Pozsonyi Divatbemutató 2019 kifutóján, és a Budapest Közép-Európai Divathét egyik modellje volt.
2021. november 6-án megnyerte a Miss Universe Hungary 2021 versenyt, és ő képviseli Magyarországot a 2021-es Miss Universe versenyen az izraeli Eilatban.